# Palác Güell
Palác rodiny Güellů (katalánsky Palau Güell, španělsky Palacio Güell) je stavba v centru Barcelony, kterou pro svého přítele a mecenáše Eusebi Güella navrhl katalánský architekt Antoni Gaudí. Stavba je zařazována do Gaudího "novogotického" období, objevují se však na ní poprvé prvky, které jsou charakteristické pro Gaudího pozdější tvorbu, jako jsou například parabolické oblouky nebo sochařsky zpracované komíny. V roce 1984 byl palác zařazen na seznam světového dědictví UNESCO.

## Historie

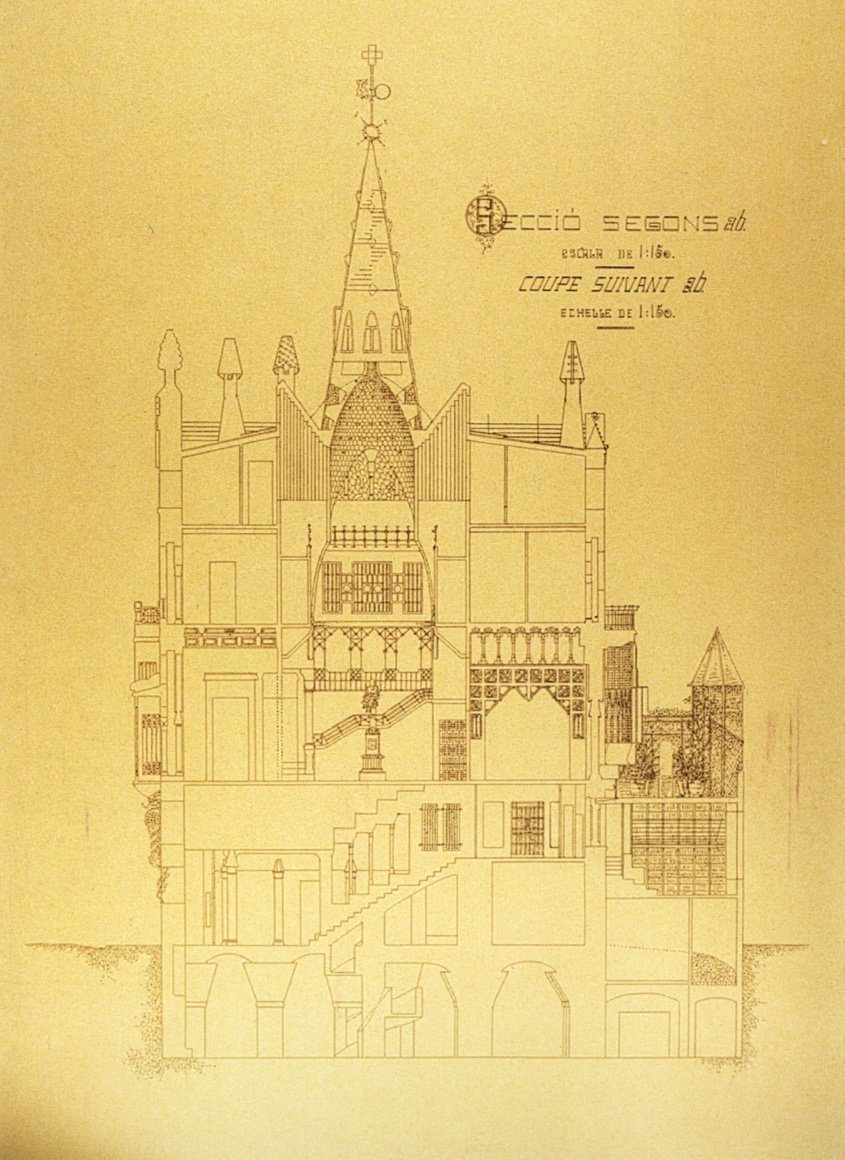
Příčný řez palácem.

Průmyslník Eusebi Güell se setkal poprvé s dílem Antoni Gaudího na Světové výstavě v Paříži v roce 1878. S architektem se setkal po návratu v Barceloně a oba muži se stali celoživotními přáteli. Güell objednal u Gaudího postupně několik staveb.
V roce 1885 pověřil Güell Gaudího stavbou paláce, který by rozšířil sídlo rodiny Güell na třídě La Rambla. Zakoupil již v roce 1883 nevelkou parcelu v těsném sousedství v ulici, která se dnes jmenuje Carrer Nou de la Rambla, později přikoupil ještě parcelu sousední. Projekt byl dokončen 10. června 1886. Městský architekt jej však zamítl. Nakonec ale rada města dne 27. července projekt schválila a ve stejném roce byla zahájena stavba. Gaudí se svého původního projektu držel jen volně a průběhu stavby jej neustále upravoval. Rodina se do domu nastěhovala v roce 1888, i když některé dokončovací práce probíhaly ještě v roce 1890.
V roce 1888 probíhala v Barceloně světová výstava. Právě dokončený palác Güell se v podstatě stal jedním z výstavních pavilonů.
Rodina v paláci bydlela do roku 1910, kdy se přestěhovala do nového domu v parku Güell, který rovněž navrhl Gaudí. Od roku 1910 do roku 1935 žila v domě Güellova dcera Mercé. Později byl palác pronajímán.
V roce 1945 palác odkoupil Výbor provincie Barcelona (Diputació de Barcelona) a zřídil v něm Muzeum scénického umění. V letech 1974–1976 proběhly úpravy, které měly vrátit palác do původního stavu.
Palau Güell byl jednou ze souboru sedmi Gaudího staveb, který v roce 1984 prohlášen součástí světového dědictví UNESCO.
Palác prošel ve druhé polovině dvacátého století dvěma velkými rekonstrukcemi (1983-1987 a 2004-2011).

## Popis

### Uliční průčelí
Ulice Carrer Nou de la Rambla je poměrně úzká, takže celkový pohled na průčelí je téměř nemožný. Výrazné jsou dvě brány ve tvaru parabolického oblouku. Ten zde Gaudí použil ve svých projektech poprvé. Nad vjezdy jsou složité mříže, které obsahují monogram stavebníka. Mezi vjezdy je pak stylizovaný znak Katalánska. V úrovni prvního patra je téměř po celé šířce budovy arkýř. Dva menší jsou pak ve druhém patře. Jinak je průčelí hladké, ze šedých kamenných bloků. Na vrcholu štítů jsou komíny ozdobené barevnou mozaikou.

### Palác
Palác stojí na nevelké obdélníkové parcele o velikosti přibližně 18 × 22 metrů. V suterénu z režného zdiva a kamene jsou umístěny stáje, prostor pro kočáry, do nichž se z úrovně přízemí sjíždí po spirálové rampě. V přízemí je monumentální vstupní schodiště, recepce a byty služebnictva. V prvním patře jsou společenské prostory, seskupené kolem centrální haly, která prochází vzhůru přes další podlaží až do parabolické kupole o výšce 17,5 metru a vystupuje až nad střechu. Nachází se zde i oltář a varhany, jejichž píšťaly jsou umístěny v úrovni 3. patra. Z patra se vstupuje na dvorní terasu. Ve druhém patře jsou soukromé pokoje rodiny a ve třetím patře servisní místnosti, kuchyně a prádelna. Celková plocha místností paláce je 2 850 m². Spojení s původním sídlem rodiny zajišťoval průchod.
Střecha paláce je plochá a vedle věže centrální kupole a střešních oken se zde - opět poprvé v Gaudího díle – objevují sochařsky pojaté komíny a zakončení ventilačních průduchů, které jsou ozdobeny barevnou mozaikou z úlomků keramických dlaždic. Je zde celkem 18 takových užitkových plastik.

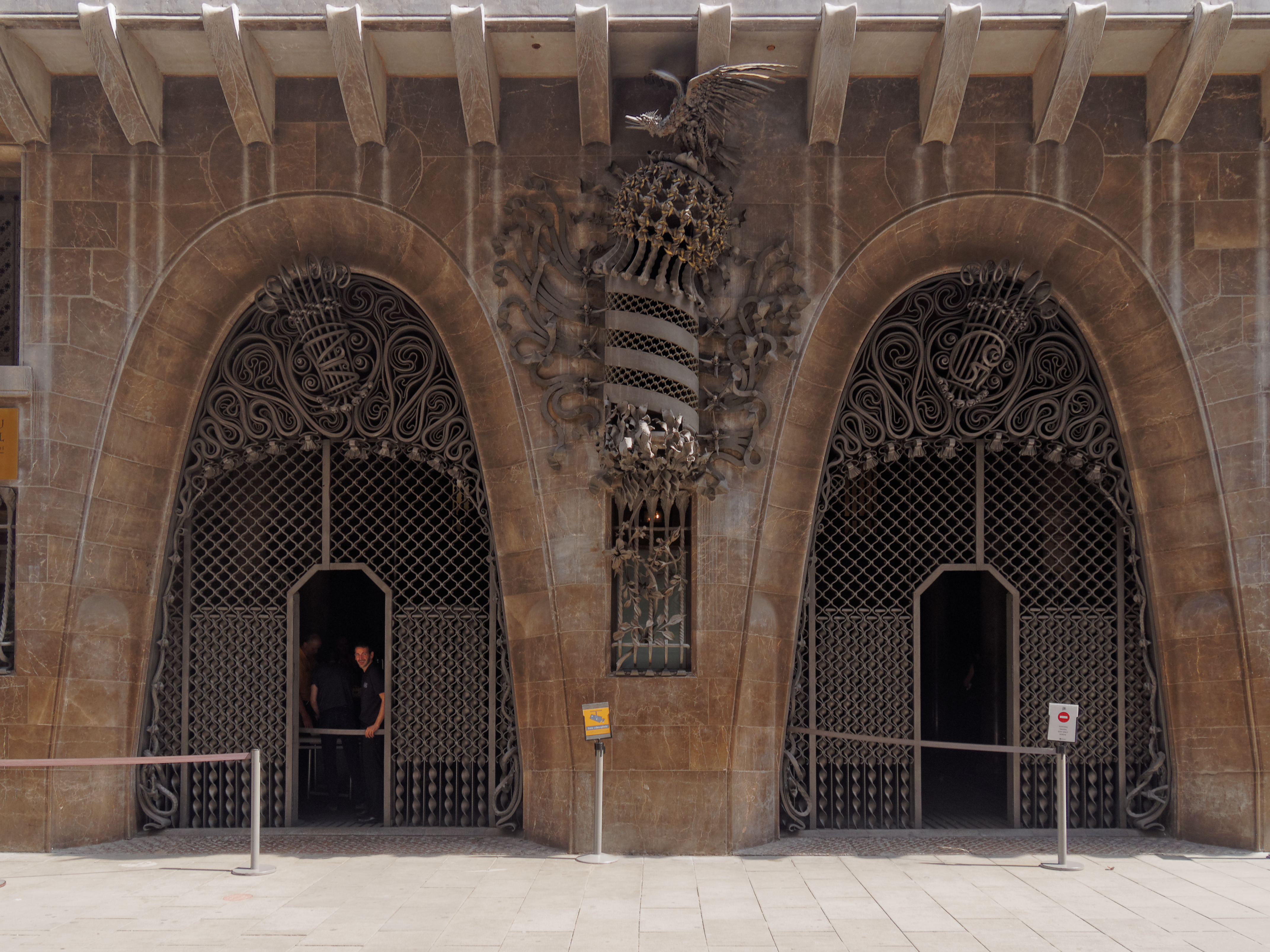
Vstupní portály.
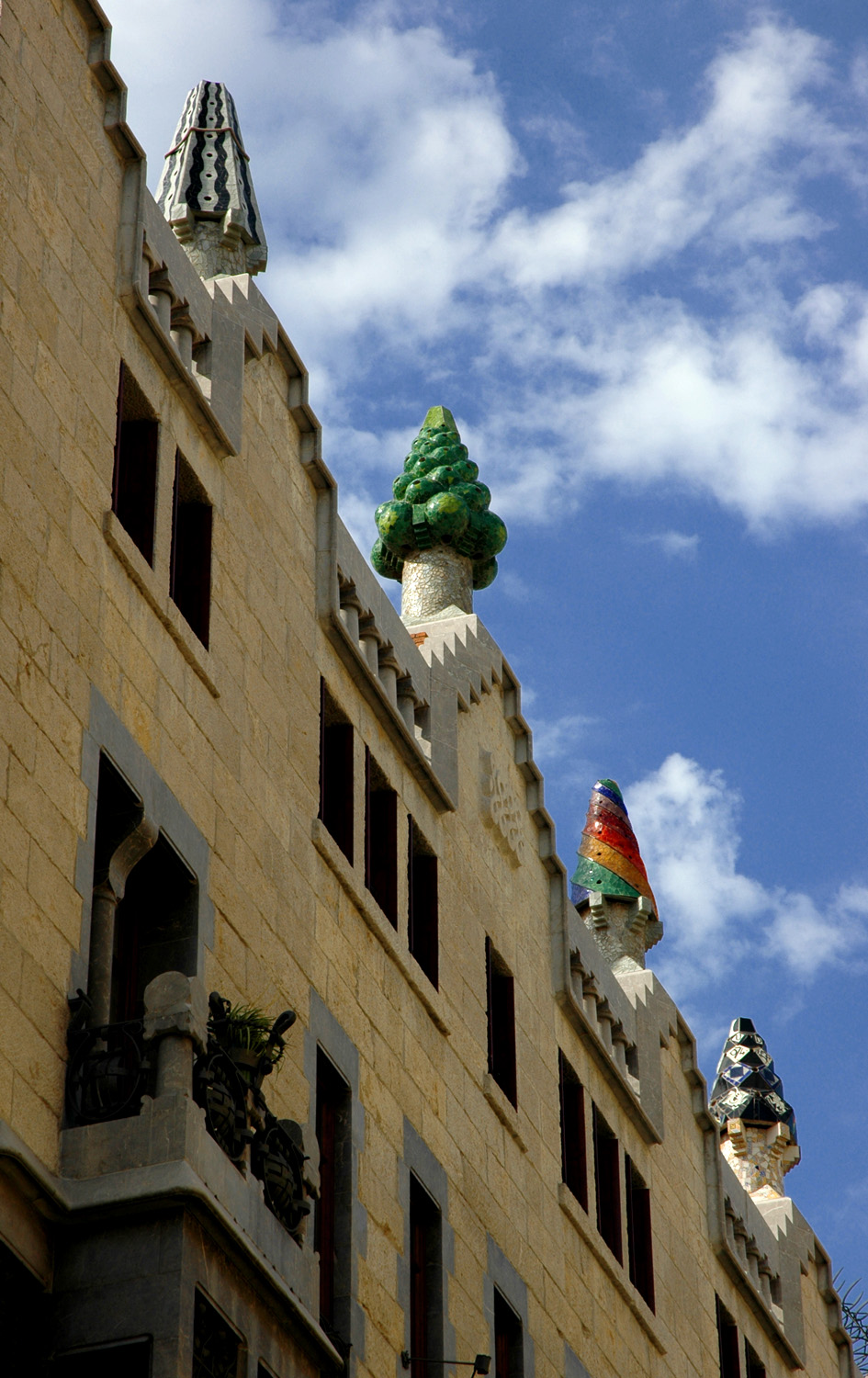
Štíty na vrcholu uličního průčelí.
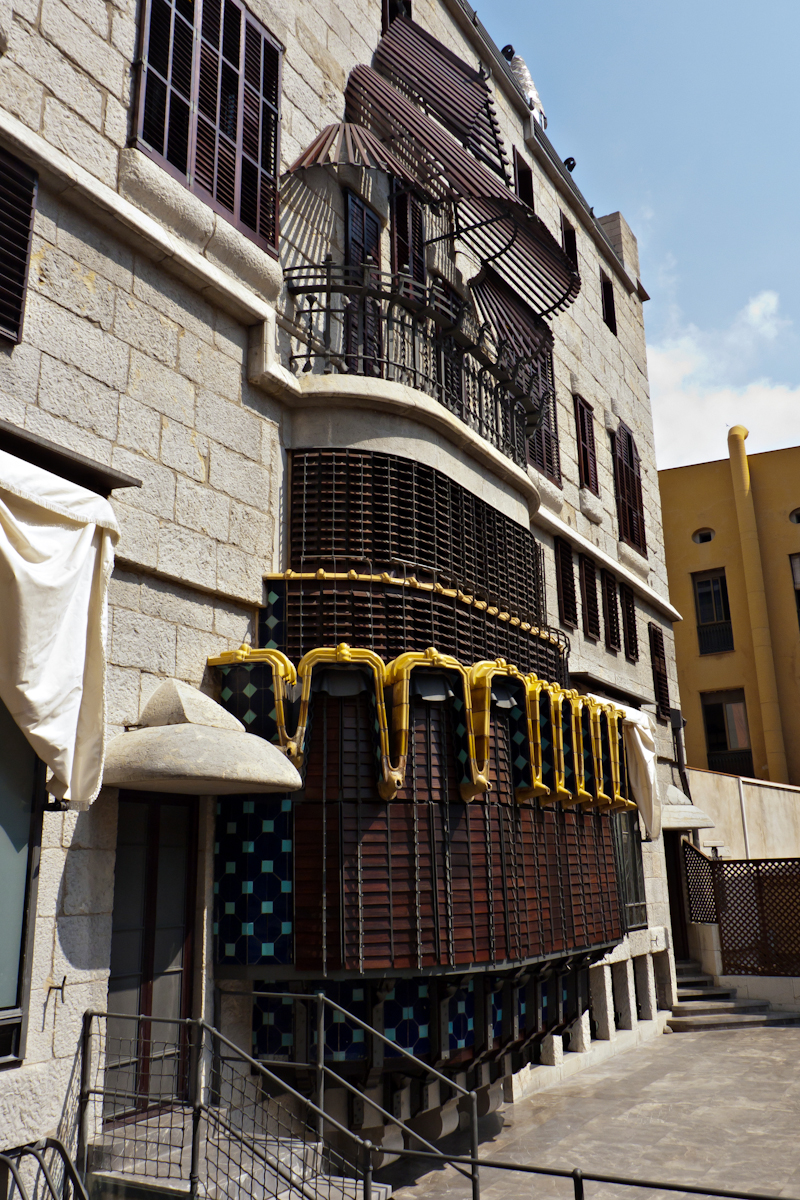
Dvorní průčelí.
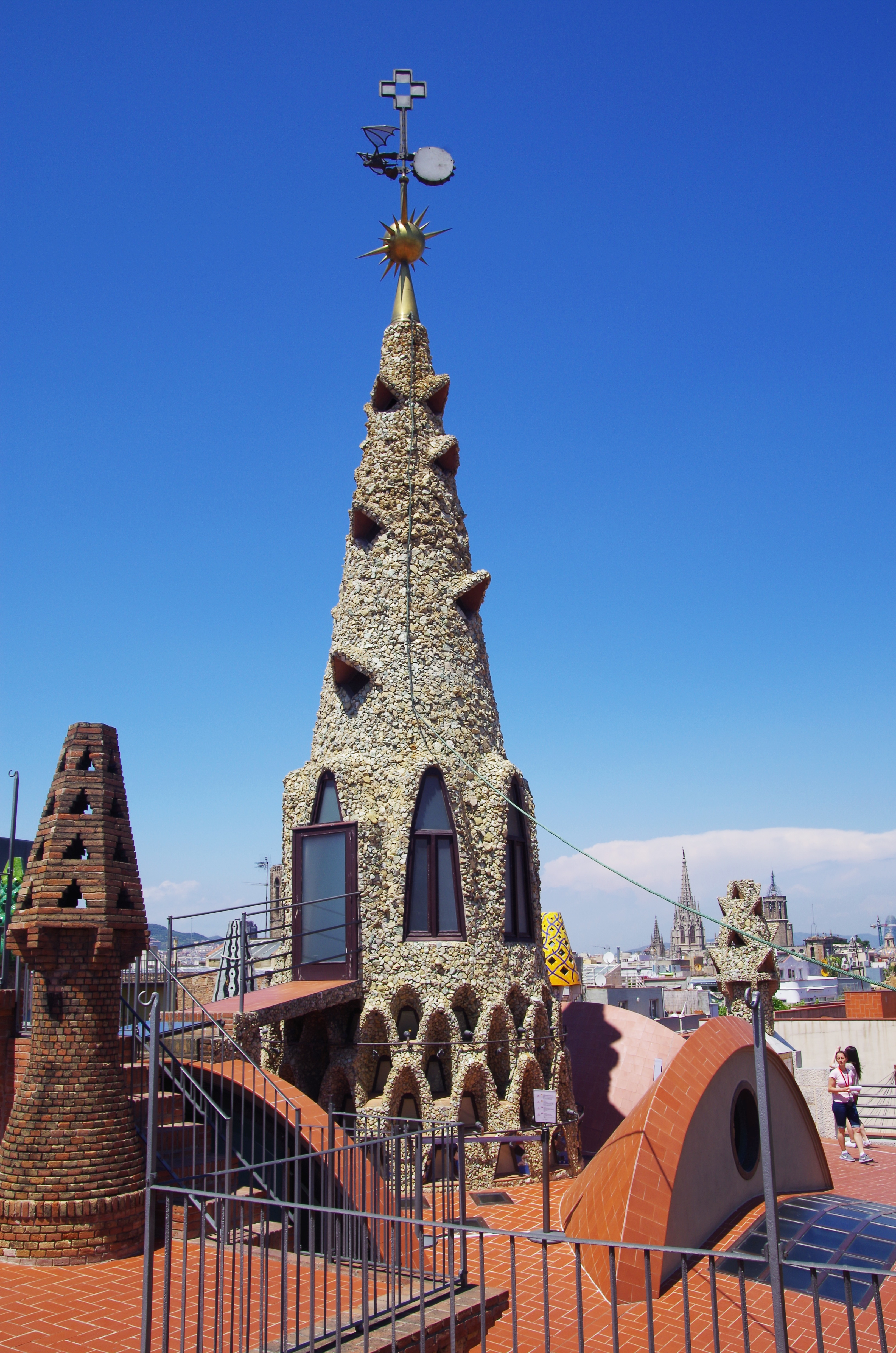
Střešní terasa s okny a vystupující kupolí.
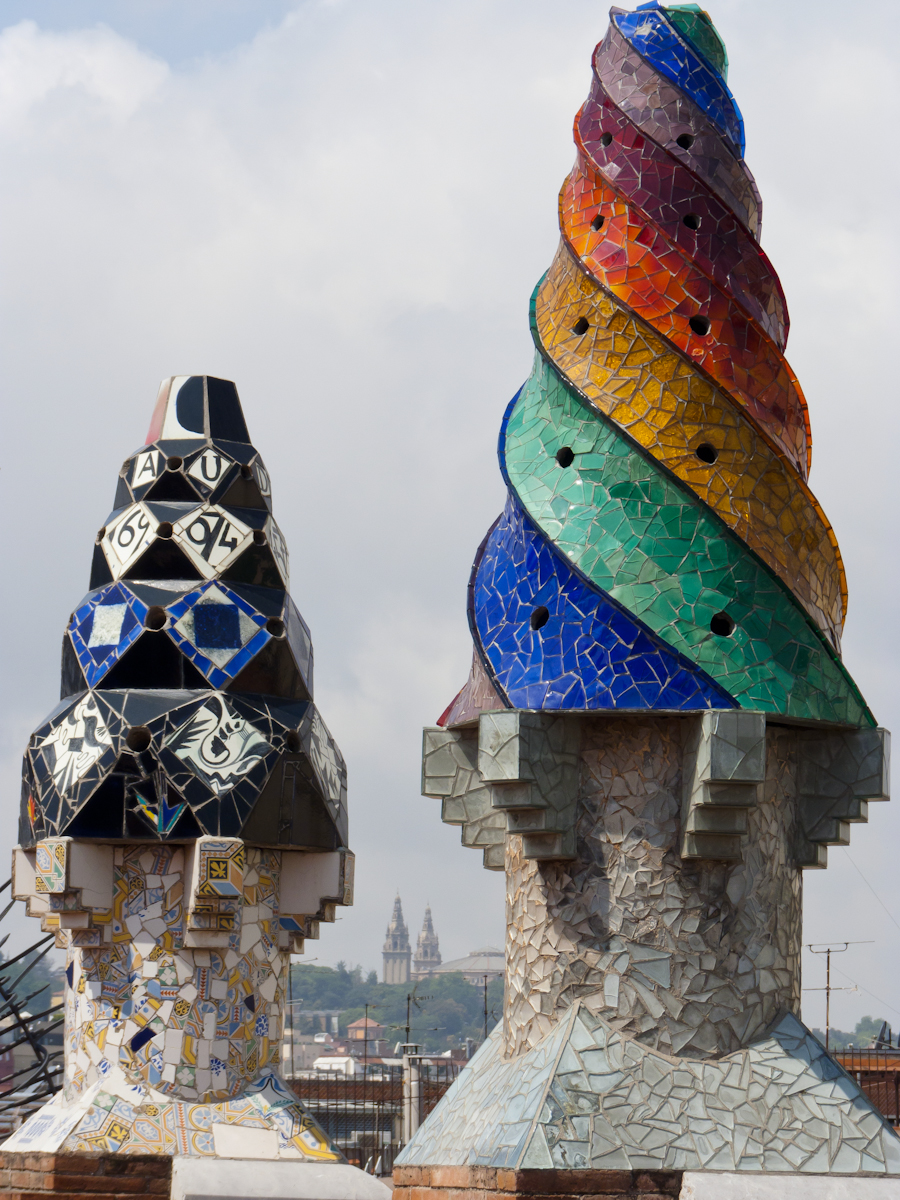
Příklady komínů.
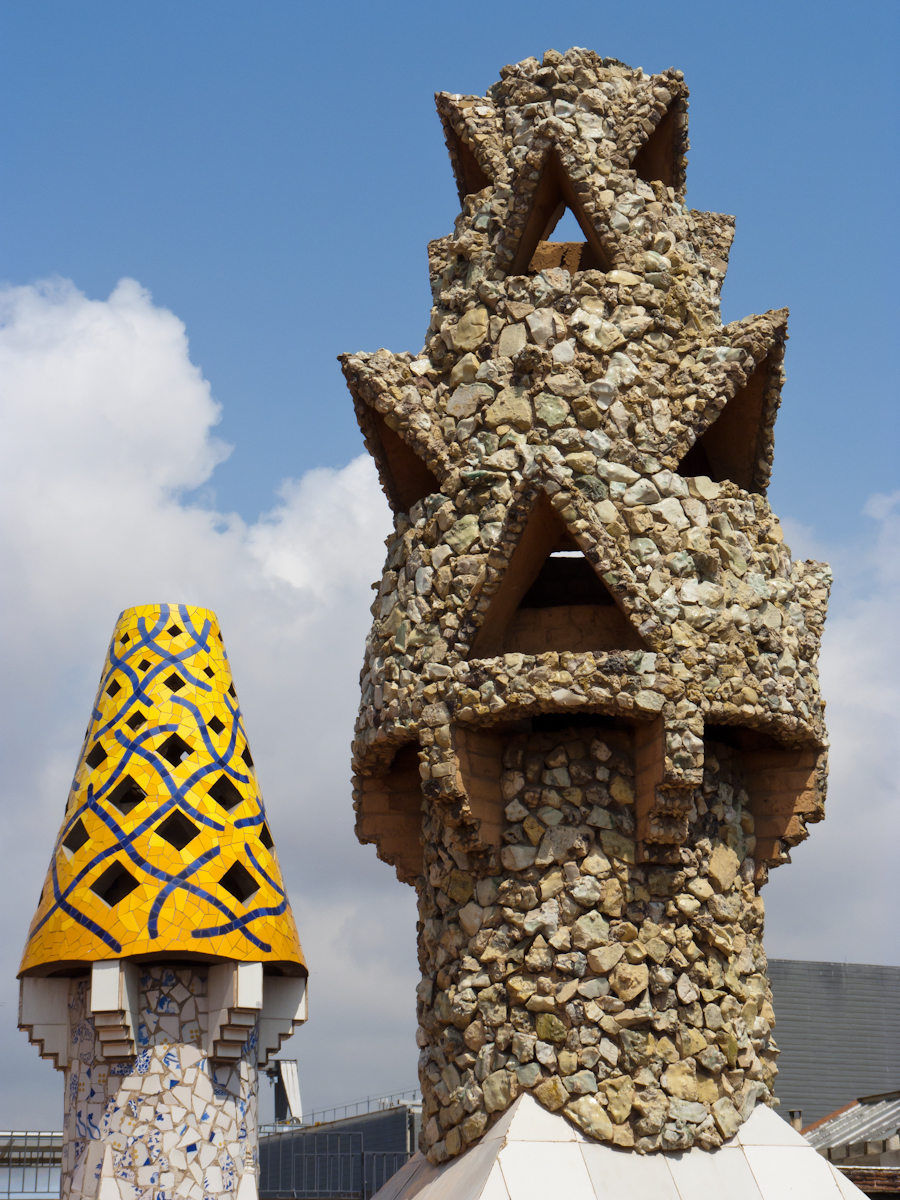
Příklady komínů.
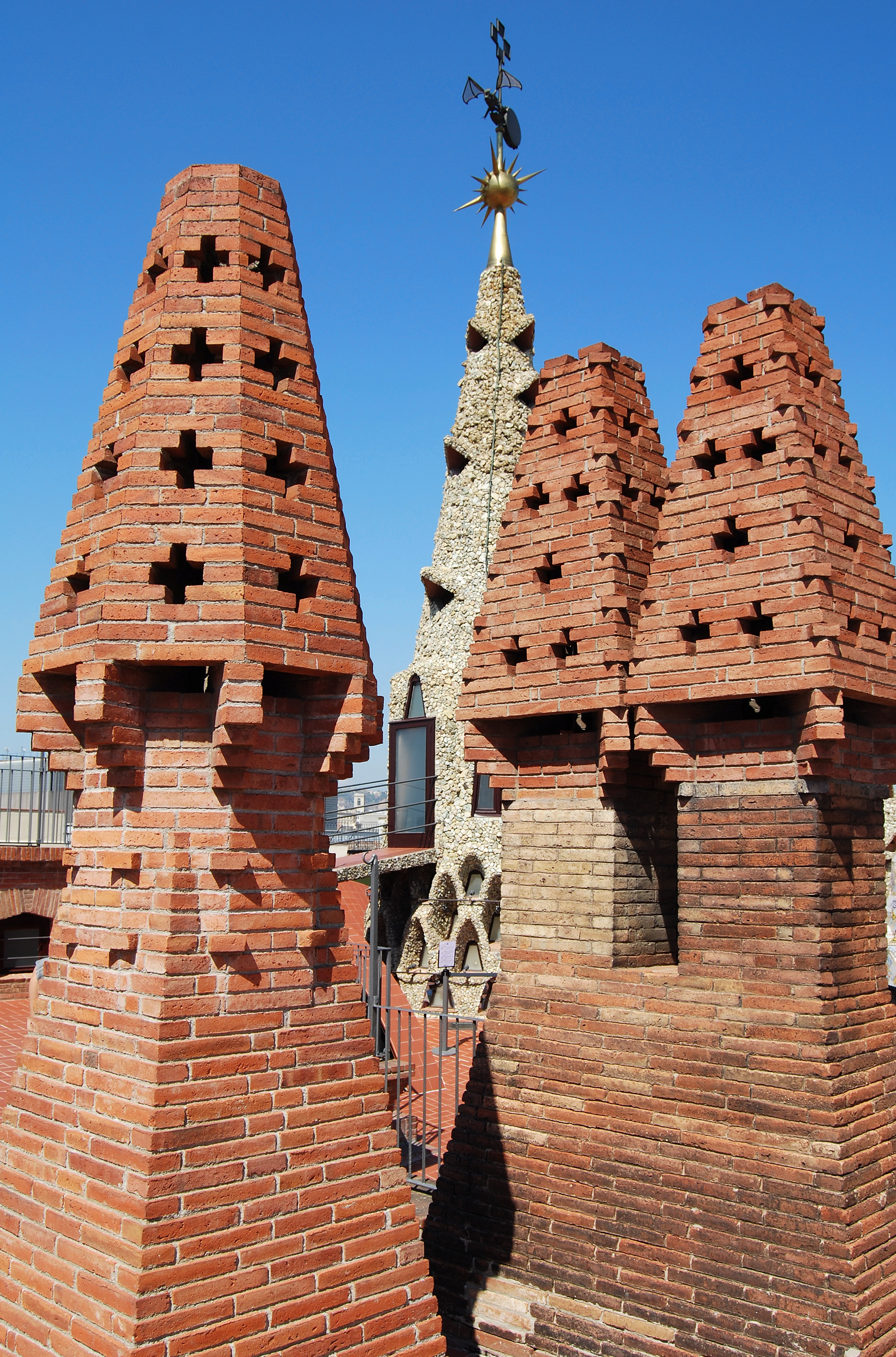
Příklady komínů.

### Interiéry
Palác má důmyslný systém stíněného osvětlení a větrání, což je důležité především v letním období. Interiéry jsou vyzdobeny obklady a zařízením z ušlechtilých materiálů, sloupy z leštěného mramoru, složité konstrukce stropů a obložení ze vzácných dřevin.
Gaudí navrhl i některý nábytek. Velkou pozornost vzbudil toaletní stolek navržený pro Isabelu Güell. Kombinace tradičních a moderních forem působí až surrealistickým dojmem.

### Umělecká díla
Na výzdobě interiérů se podíleli architekti Francesc Berenguer i Mestres a Camil Oliveras Gensana (výzdoba jídelny), sochaři Joan Flotats a Rosend Nobas i Ballbé, malíři Alexandre de Riquer i Ynglada a Ramon Tusquets i Maignon.

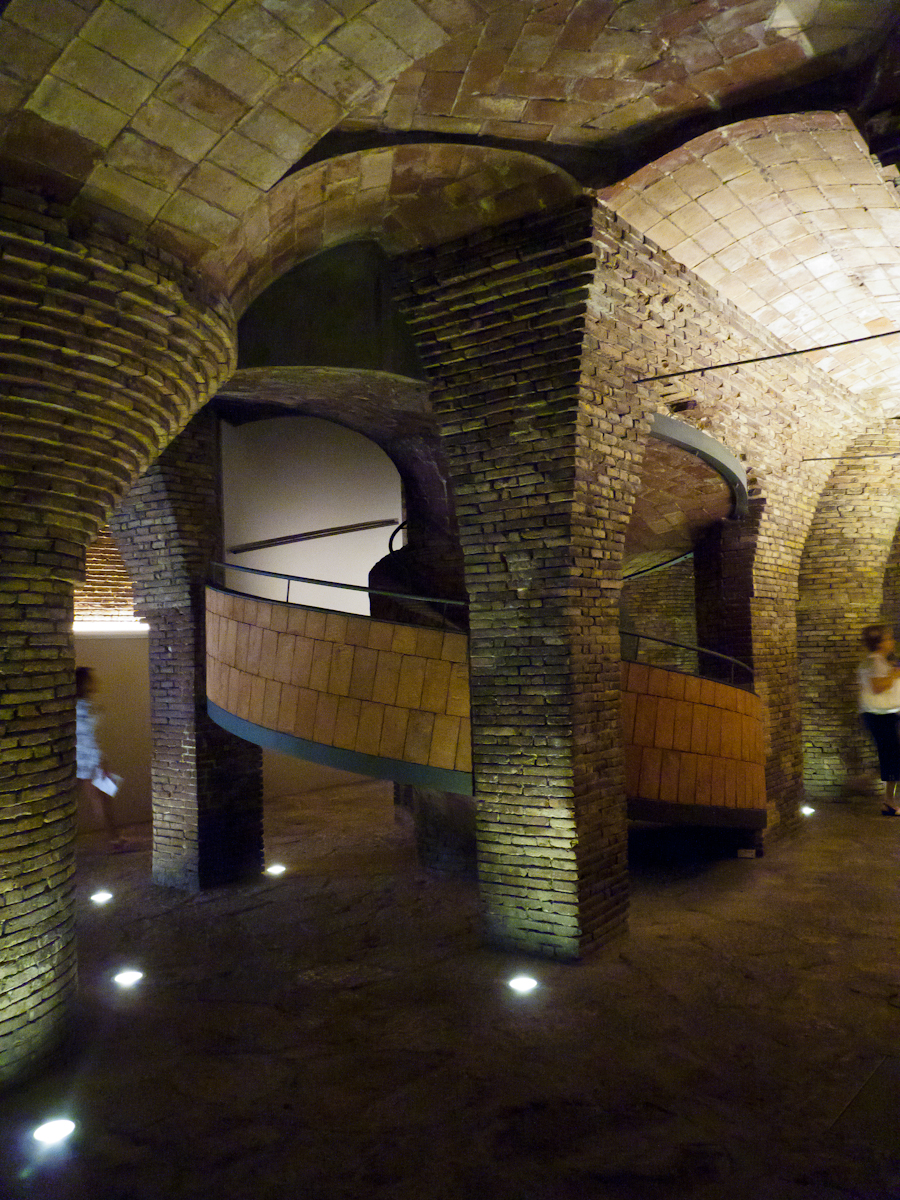
Rampa v suterénu.
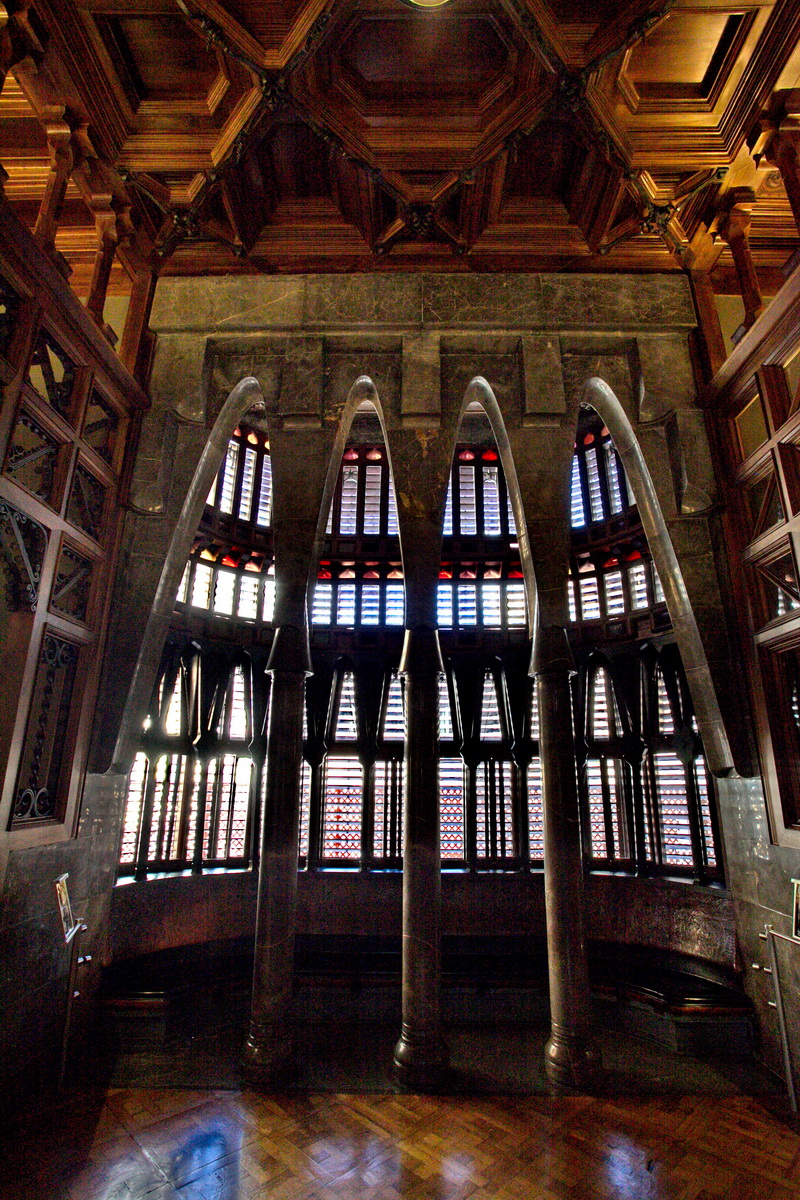
Parabolické oblouky z leštěného kamene v reprezentačních prostorách paláce.
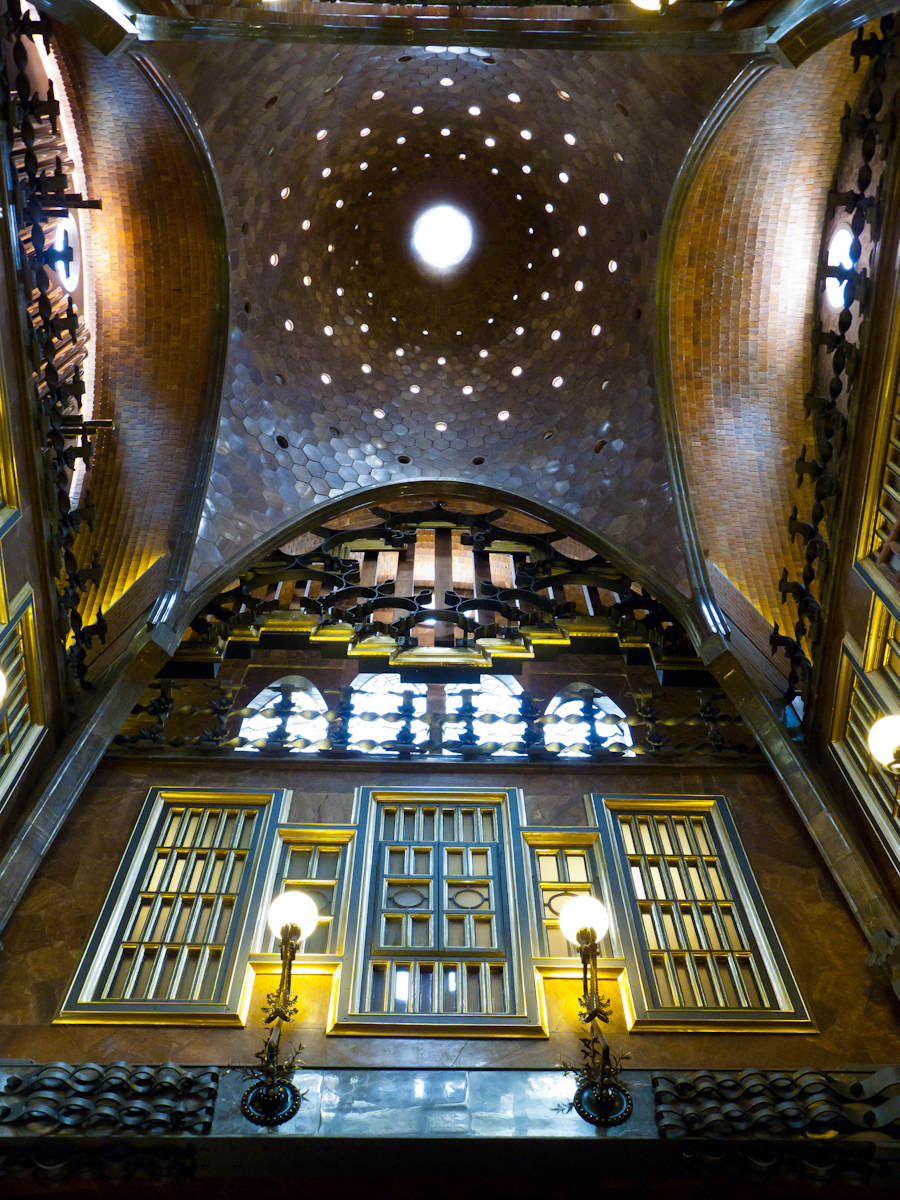
Pohled do kupole centrální haly.
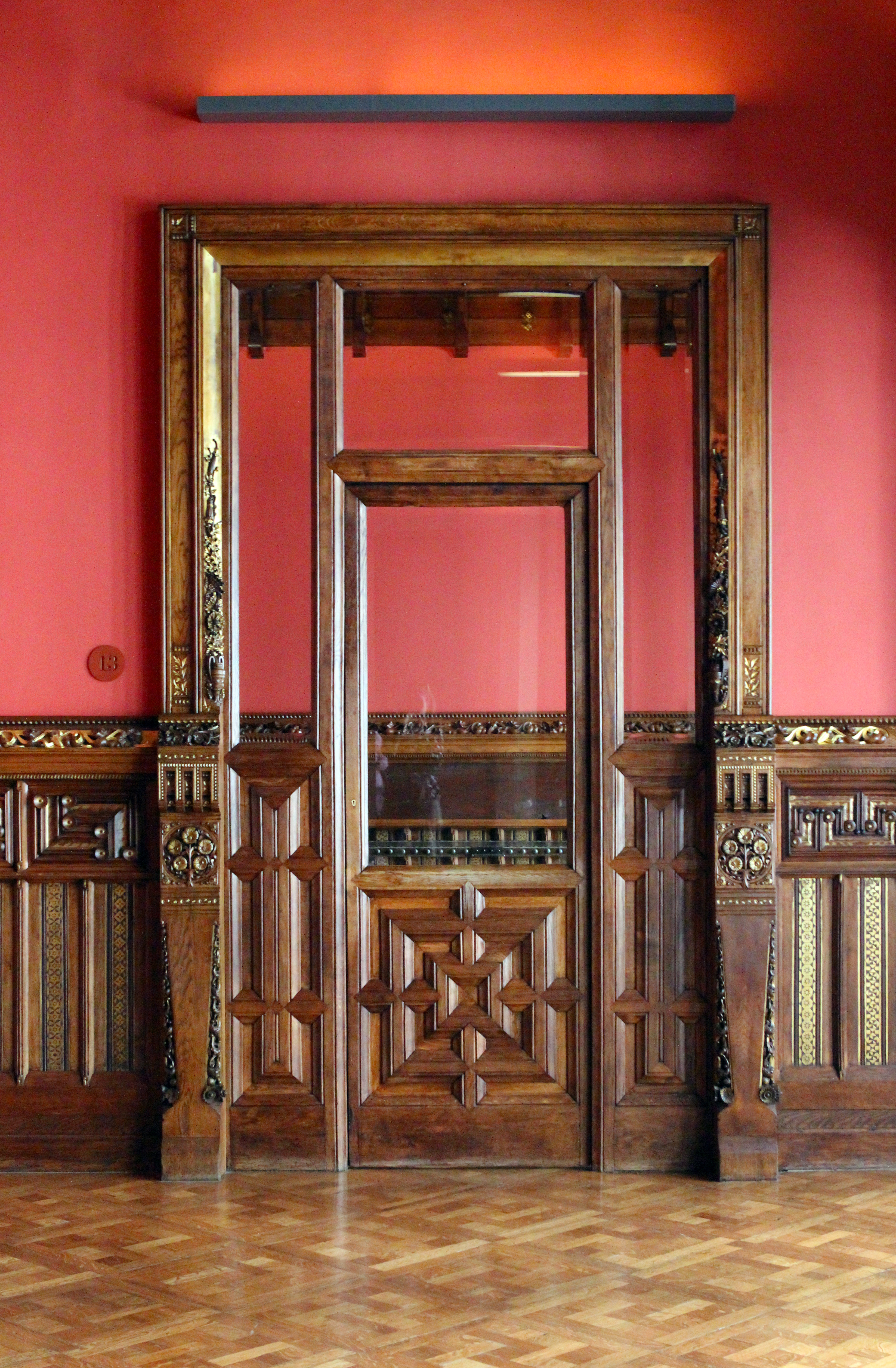
Portál.
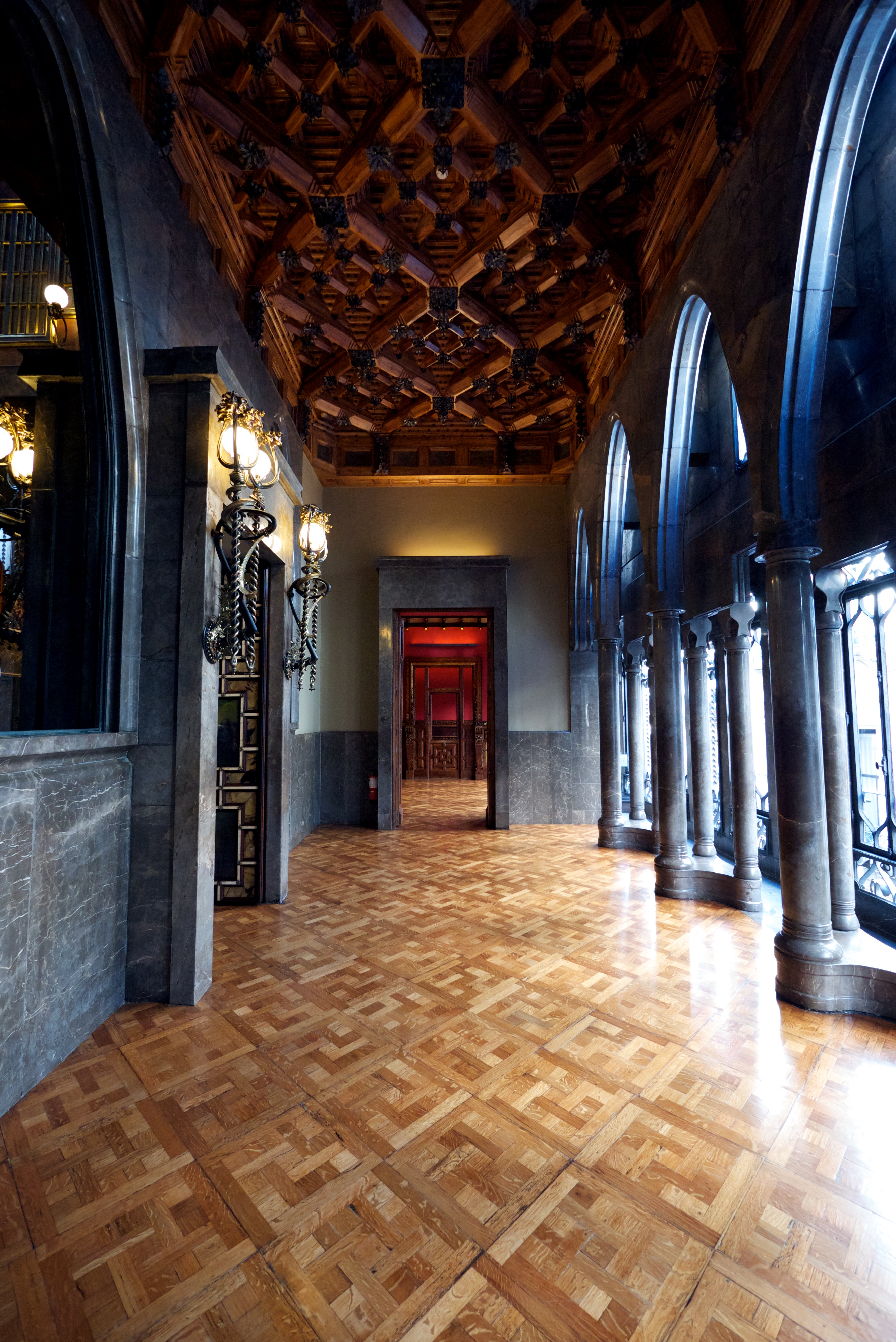
Chodba v prvním patře.
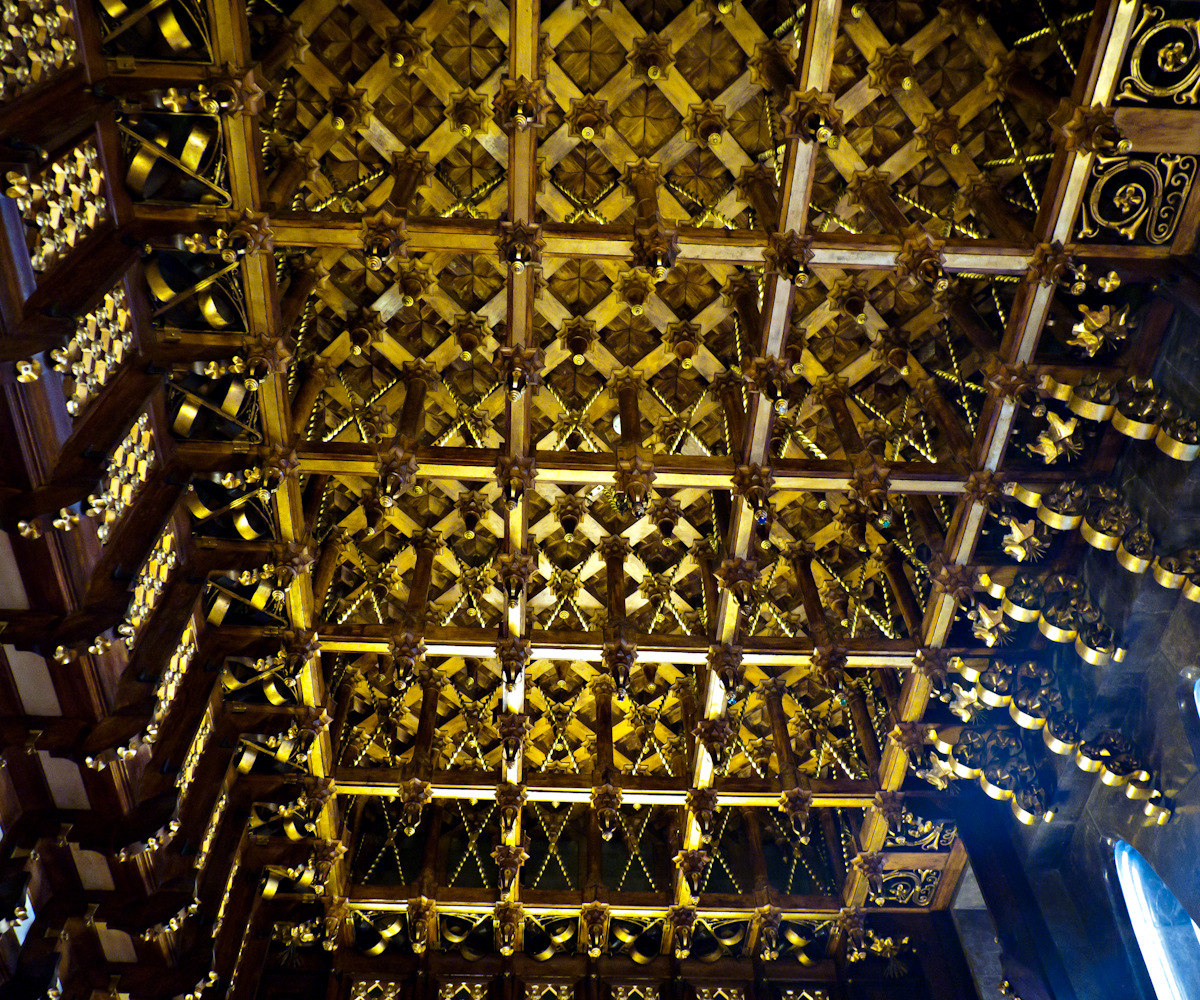
Jeden z ozdobných stropů reprezentačních prostor.
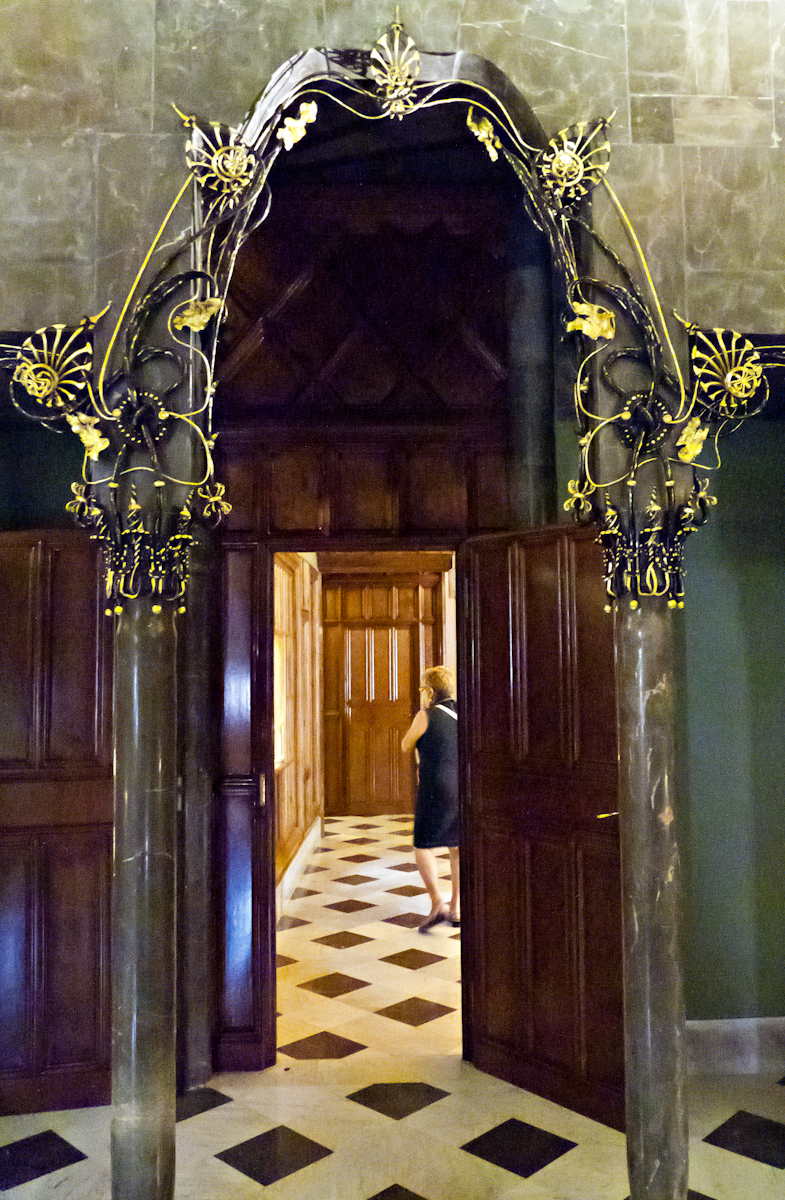
Jeden z portálů.
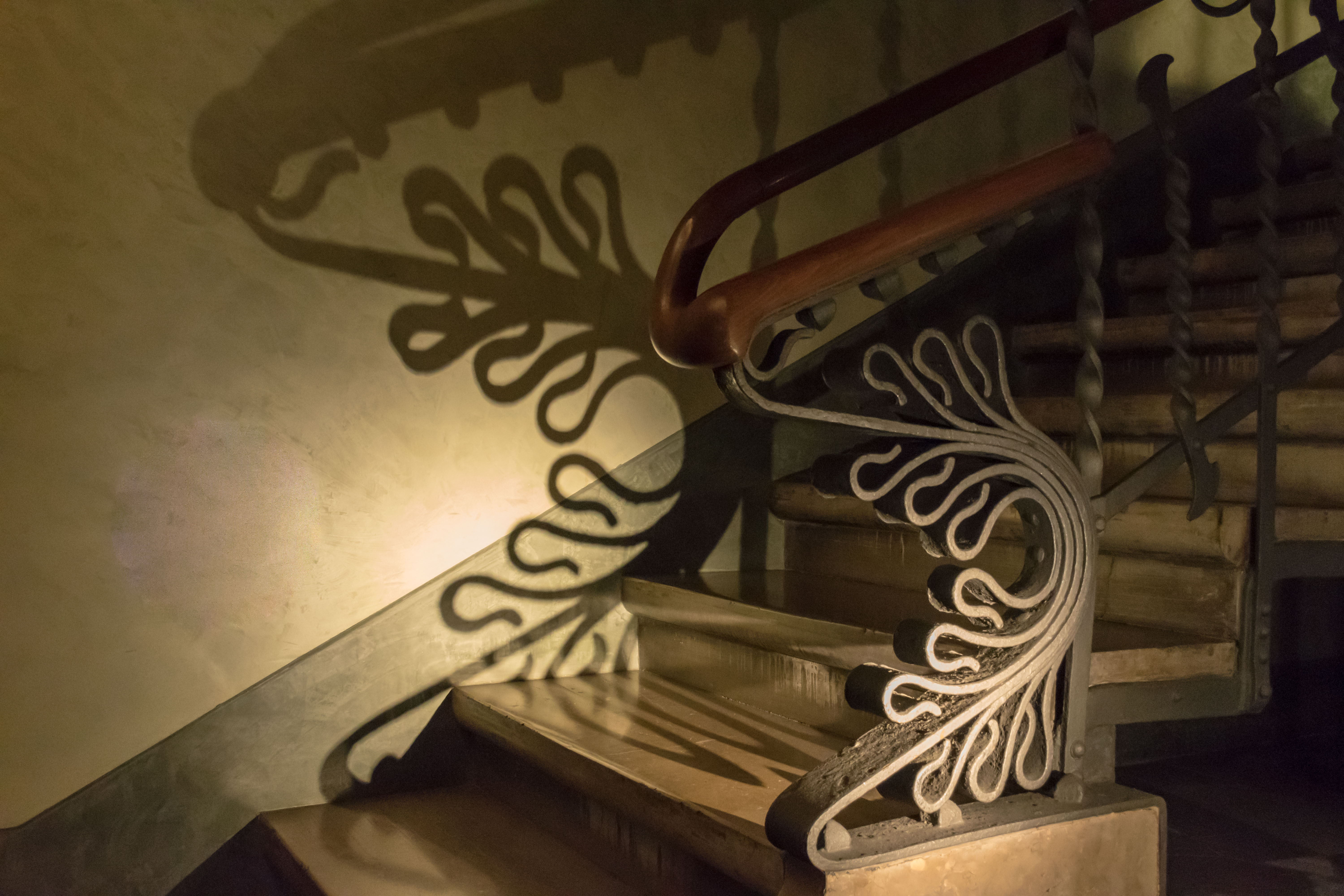
Zábradlí schodiště
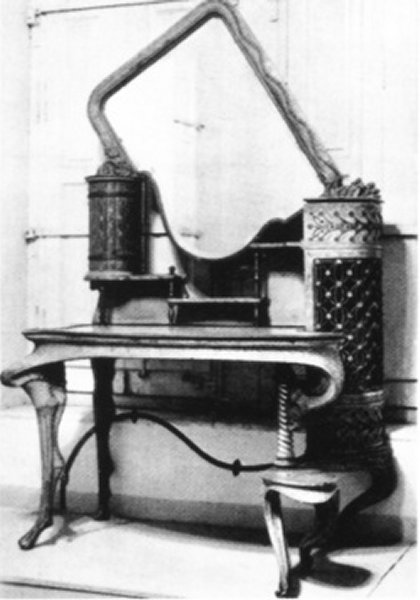
Toaletní stolek Isabely Güell podle Gaudího návrhu. Historická fotografie.